# Oratoire des Briçonnets
L'oratoire des Briçonnets est situé à Tours dans le Vieux-Tours, au 15 rue du Change. Le monument fait l’objet d’une inscription au titre des monuments historiques depuis 1948.